# Tony Fernandez

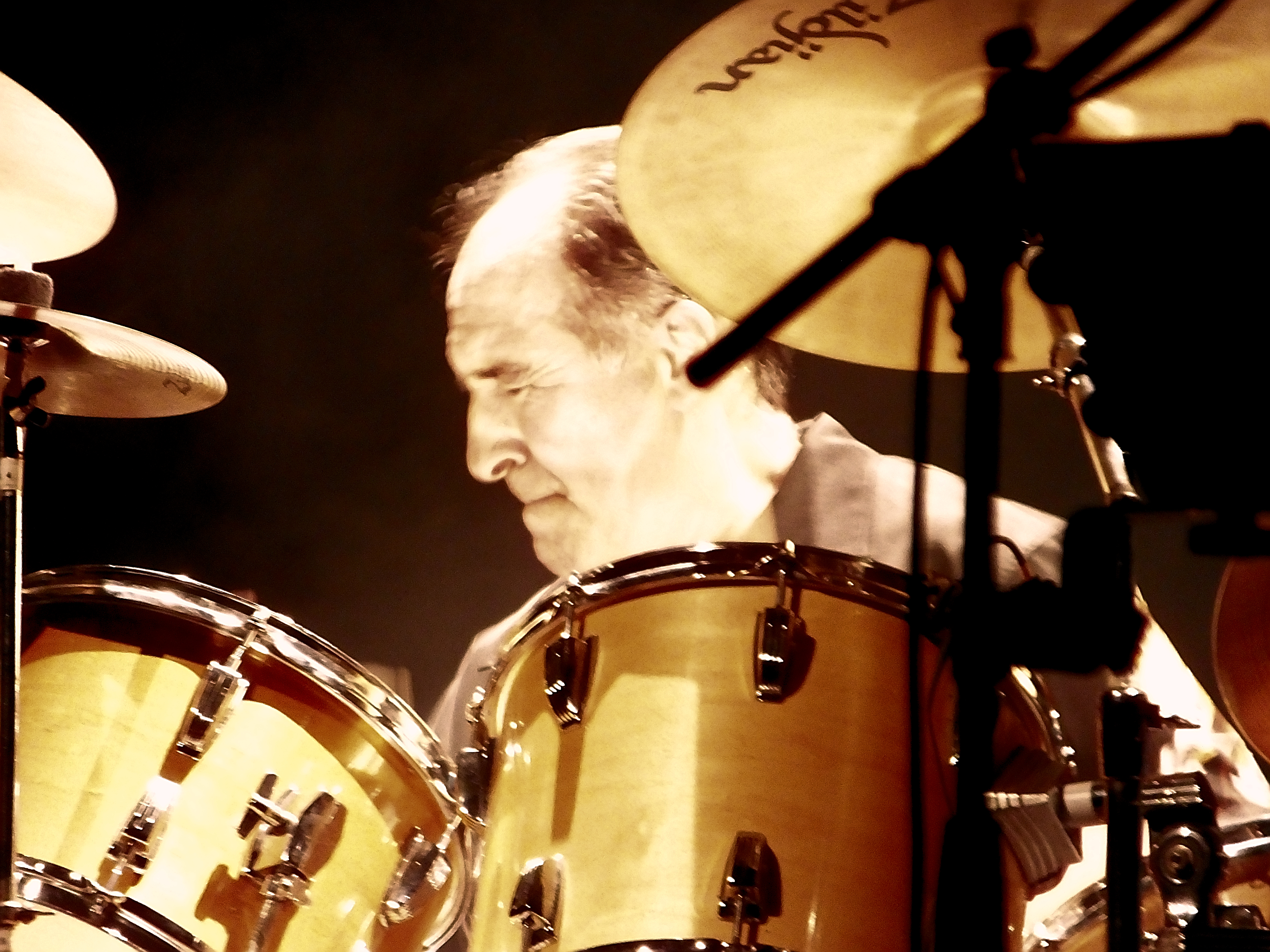
Tony Fernandez in 2014

Tony Fernandez is een Brits slagwerker. 
Hij is voornamelijk bekend als vaste drummer in de begeleidingsband van Rick Wakeman;  The New English Rock Ensemble en dat al vanaf diens tweede album The Six Wives of Henry VIII. Hij laat zich inschakelen door bands als The Doobie Brothers, Blue Öyster Cult en treedt samen op met Eric Clapton. Eind jaren zeventig duikt hij op in een vroegere band van Wakeman: Strawbs. Hij is alleen te horen op de albums Burning for You, Deadlines en het pas in 1995 uitgebracht Heartbreak Hill, opgenomen in 1980. Hij speelde ook mee op een gezamenlijk album van Dave Lambert en Chas Cronk (beiden ex-Strawbs): Touch the Earth.
Hij maakte deel uit van:
- Killing Floor; begin jaren zeventig
- band rondom Wakeman;
- Velvet Opera
- Strawbs; eind jaren 70; begin 80
- Roy Hill Band; dat later weer zou opgaan in Strawbs (1980)
- Ruthless Blues (1985)

- MusicBrainz: f6a82dab-2f2c-4b3b-8396-33e34b3906cc
- Virtual International Authority File: 8811154260844924480007